# Tetragonia tetragonioides
Espèce
Classification phylogénétique

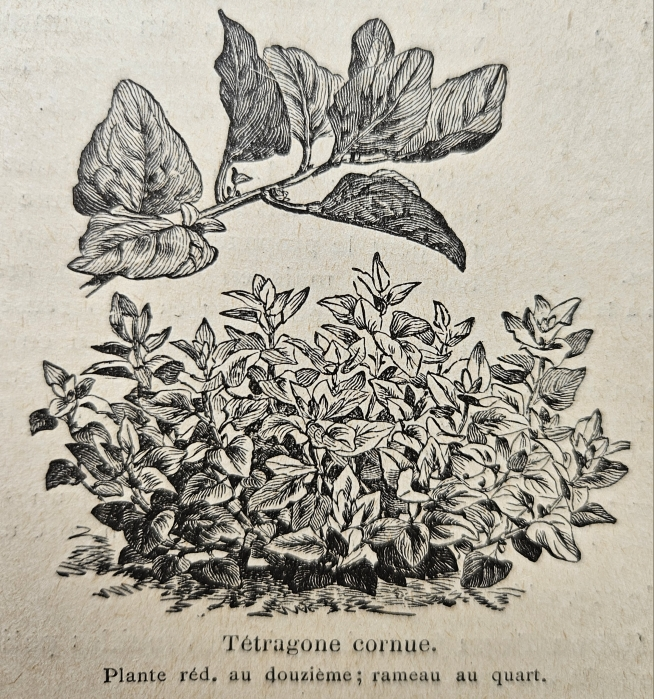
Illustration de tétragone cornue dans Vilmorin 1925

La Tétragone cornue (Tetragonia tetragonioides) est une espèce de plantes herbacées de la famille des Aizoaceae.
Elle est originaire de Nouvelle-Zélande, mais aussi du Japon et d'Australie. On la rencontre également en Argentine et au Chili. S'agissant d'une plante cultivée, elle est subspontanée ou adventice en Europe.

## Description
Les feuilles en forme de losange, d'un vert brillant, épaisses et gaufrées mesurent 3 à 15 centimètres de long. Les fleurs sont jaunes et le fruit est une capsule hérissée de petits piquants.
La tétragone cornue ne doit pas être confondue avec les espèces du genre Datura, toutes toxiques et potentiellement mortelles, dont les feuilles ressemblent à celles de la tétragone. En juillet 2020, toute une famille de l'Est de la France est hospitalisée en réanimation à la suite d'une confusion dans son potager.

## Écologie
L'espèce pousse bien dans les terrains salés (halophyte) et aime les climats humides. La plante pousse en s'étalant sur le sol.

## Culture
La tétragone se sème après les derniers gels. Les graines étant très hermétiques, il convient de les tremper dans l'eau chaude la veille du semis.
Prévoir un semis d'au moins 60 x 60 cm car la plante est assez volumineuse.
On peut espérer récolter environ 3 kg de feuilles au m2 par saison.

## Histoire
Cette tétragone était consommée par les Maoris et les autres populations indigènes de Nouvelle-Zélande. Elle fut mentionnée pour la première fois par le capitaine Cook lorsqu'il y débarqua. Ramassée, elle fut immédiatement cuite et consommée pour lutter contre le scorbut avec lequel son équipage était aux prises. Elle se propage en Europe après y avoir été ramenée par le botaniste et explorateur anglais Joseph Banks, compagnon de voyage de James Cook durant la seconde moitié du XVIIIe siècle. Elle est introduite en France en 1830. Elle est aujourd'hui peu vendue en France, mais parfois cultivée par des jardiniers amateurs.

## Utilisation
On peut la consommer en salade ou faire sauter les feuilles avec du beurre.

## Autres dénominations
On l'appelle aussi épinard de Nouvelle-Zélande ou épinard d'été.
À la Réunion, elle est appelée brède épinard.

## Propriétés
Les feuilles de Tetragonia tetragonioides contiennent de nombreux composés aux multiples propriétés. On y trouve des saponines, des phénylpropanoïdes, des polysaccharides anti-inflammatoires et des glycolipides à l'activité anti-ulcèrogène.
Elle est également riche en vitamines B et en vitamine C.

## Synonymes
- Demidovia tetragonioides Pall.
- Tetragonia expansa Murray